# Karl von Schwarzenberg
Cet article concerne Karl von Schwarzenberg. Pour les autres membres de famille de Schwarzenberg à avoir porté ce nom, voir Maison de Schwarzenberg.
Karel von Schwarzenberg (de son nom de naissance Karl Friedrich Maria Joseph Johann von Nepomuk Cyrill Method von Schwarzenberg), 6e prince de Schwarzenberg, né le 5 juillet 1911 à Čimelice (Autriche-Hongrie) et mort le 9 avril 1986 à Vienne (Autriche), est un écrivain tchécoslovaque, issue de la branche cadette de Worlik de la famille de Schwarzenberg.

## Biographie

### Origines
Karl von Schwarzenberg est né le 5 juillet 1911 au château de Čimelice, alors en Bohême austro-hongroise, actuelle République tchèque. Il est le premier fils du prince Karl von Schwarzenberg et de la comtesse Éléonore Clam-Gallasové. Il descend de Karl-Philipp von Schwarzenberg, vainqueur de Leipzig en 1813.
Son père meurt prématurément au début de la Première Guerre mondiale, le 6 septembre 1914, alors que Charles n'a que 3 ans. Il devient donc prince de Schwarzenberg. Cependant, en 1918, la monarchie est abolie en Bohême, et avec elle la noblesse. Le traité de Saint-Germain-en-Laye consacre la fin du royaume de Bohême, intégré à la Tchécoslovaquie ; Karl devient donc Tchèque.

### Carrière
Karl von Schwarzenberg fait ses études à l'université Charles de Prague, tout d'abord en sylviculture, puis en histoire. Il a notamment pour professeur Joseph Pekař. Il s'intéresse beaucoup à l'héraldique, c'est ainsi qu'il va devenir le héraut d'armes de sa famille.
Avec son cousin Johann II von Schwarzenberg, la famille de Schwarzenberg possède au total 176 146 ha de terres agricoles et de forêts en Bohême, faisant d'elle l'un des premiers propriétaires terriens de la nouvelle Tchécoslovaquie. La réforme agraire de 1922 réduit ses propriétés à 61 000 ha, pour autant Charles de Schwarzenberg reste fidèle à la république.
Écrivain engagé, il s'oppose à Hitler. Un peu avant la signature des accords de Munich, il envoie une lettre au président Edvard Beneš dans laquelle il lui affirme sa fidélité à la République et condamne l'annexion des Sudètes par l'Allemagne nazie.
Lorsqu'en mars 1939 la Wehrmacht pénètre en Tchécoslovaquie et occupe la Bohême-Moravie, Karl von Schwarzenberg refuse de devenir citoyen du Reich, ses biens furent alors mis sous séquestre et largement exploités par l'occupant nazi à partir de 1942.
Après la guerre, il reprend le contrôle de ses biens, mais ce sera pour une courte durée, puisqu'en 1947 la lex Schwarzenberg ordonne la nationalisation des biens des Schwarzenberg. Charles quitte le pays pour s'installer en Autriche, à Vienne. Il se consacre alors à recueillir les archives familiales et à l'histoire tchèque. Il devient grand-prieur de l'ordre de Saint-Lazare pour la Tchécoslovaquie.

### Fin de vie
Le prince de Schwarzenberg ne reverra jamais son pays, il meurt en exil à Vienne le 9 avril 1986 à l'âge de 74 ans.
Il mourut quelques années seulement avant la révolution de velours, qui précipita la chute du régime communiste et la fin de la République socialiste tchécoslovaque. Son fils, Karl zu Schwarzenberg, qui a réuni les deux branches princières de Schwarzenberg, est un homme d'État tchèque.

## Mariage et descendance
Le 30 juin 1934, il épouse en l'église Saint-Nicolas de Prague Antoinette von Fürstenberg (1905-1988). Ils eurent quatre enfants :
1. Marie Éléonore Anne Anastasie Thérèse (1936), qui a épousé Léopold von Bredow ;
2. Karl zu Schwarzenberg (1937), 12e prince de Schwarzenberg, homme d'État tchèque, qui a épousé Thérèse zu Hardegg ;
3. Frédéric Charles Joseph Jean Népomucène Antoine Bartholomée Félix Judas Thaddäus Conrad de Parzham (1940), chevalier de l'ordre souverain de Malte, qui a épousé Regula Brigitte Schlegel ;
4. Anne Marie Caroline Ignatia Thérèse (1946), qui a épousé Elmar von Haxthausen.